# Ronald Norrish
Ronald George Wreyford Norrish, född 9 november 1897 i Cambridge, död 7 juni 1978 i samma stad, var en brittisk fysikalisk-organisk kemist.

## Biografi
Norrish var professor i fysikalisk kemi i Cambridge. Tillsammans med George Porter utvecklade han fotokemiska metoder för att studera snabba kemiska reaktioner, bland annat blixtfotolys. Han upptäckte också Norrishreaktionen, en fotokemisk aldehyd- eller ketonreaktion. År 1967 mottog han halva Nobelpriset i kemi tillsammans med Porter. Den tredje pristagaren var Manfred Eigen.